# (2345) Fučik
(2345) Fučik – planetoida z pasa głównego asteroid okrążająca Słońce w ciągu 5 lat i 88 dni w średniej odległości 3,02 au. Została odkryta 25 lipca 1974 roku w Krymskim Obserwatorium Astrofizycznym w Naucznym na Półwyspie Krymskim przez Tamarę Smirnową. Nazwa planetoidy pochodzi od Juliusa Fučíka (1903–1943), czeskiego dziennikarza. Przed nadaniem nazwy planetoida nosiła oznaczenie tymczasowe (2345) 1974 OS.